# Sangiaccato di Niš
Il sangiaccato di Niš o sangiaccato di Nissa (in turco Niš Sancağı; in serbo Нишки санџак?, Niski Sandžak; in albanese Sanxhaku i Nishit; in bulgaro Нишки санджак?, Nishki sandzhak) è stato uno dei sangiaccati dell'Impero ottomano con capoluogo la città di Niš. Era composto dalle kaza (distretti) di Niš (Niş), Pirot (Şehirköy), Leskovac (Leskofça), Vranje (İvranye), Kuršumlija (Kurşunlu), Prokuplje (Ürküp) e Tran (Turan).

## Storia

### Medioevo
L'impero ottomano conquistò per la prima volta Niš nel 1375. Nella battaglia di Niš (inizio novembre 1443), i crociati guidati da Giovanni Hunyadi, catturarono la roccaforte ottomana di Niš e sconfissero tre eserciti dell'Impero ottomano. Dopo il 1443 Niš fu sotto il controllo di Đurađ Branković. Nel 1448 fu nuovamente catturata dall'Impero ottomano e rimase sotto il suo controllo per i successivi 241 anni.
Toponimi come Arbanaška e Đjake mostrano una presenza albanese nelle regioni della Toplica e della Morava meridionale (a nord-est del Kosovo contemporaneo) fin dal tardo Medioevo. Gli albanesi della regione di Niš si convertirono all'Islam dopo che l'area divenne parte dell'Impero ottomano.

### XVII e XVIII secolo

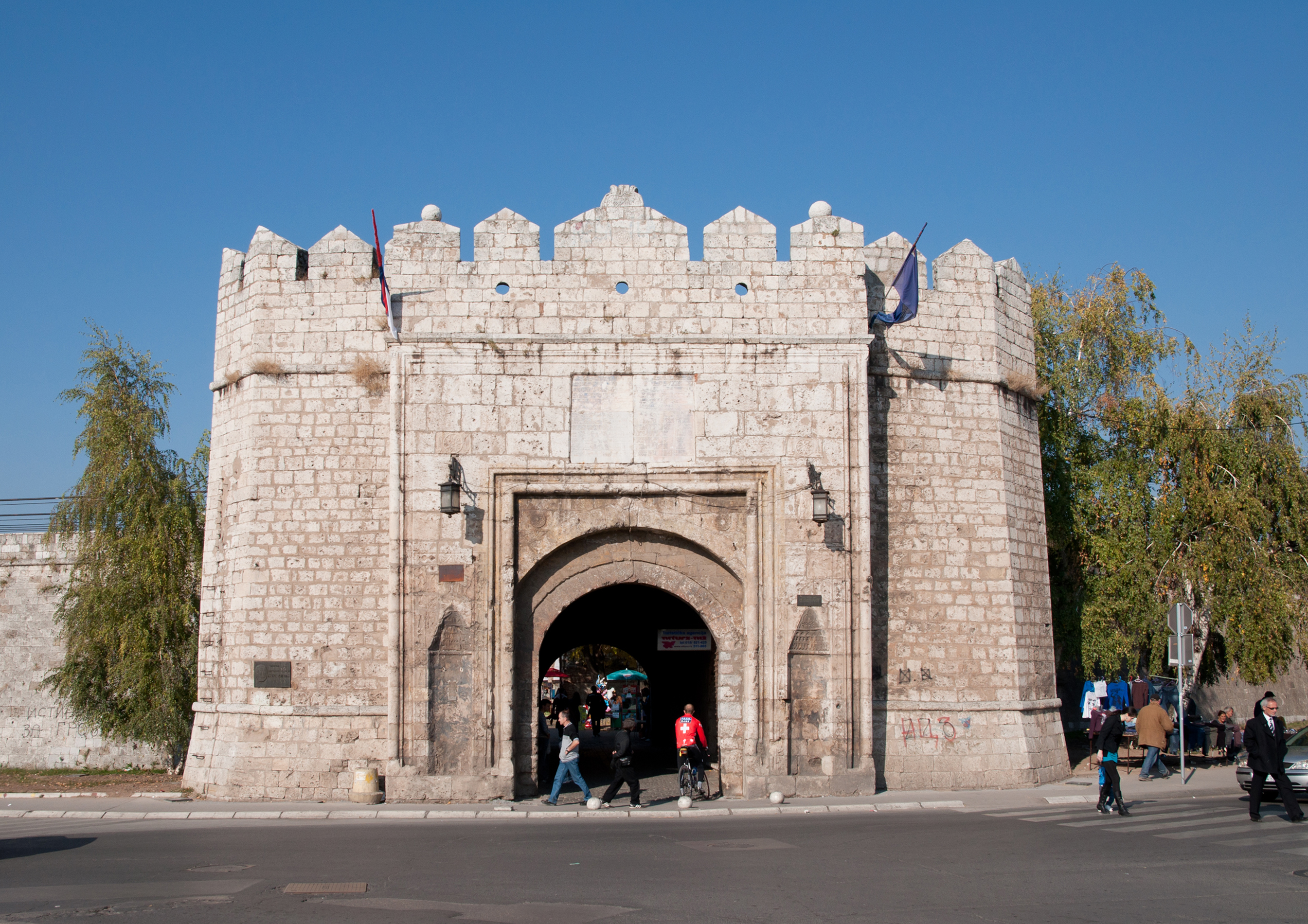
Fortezza turca a Niš, terminata nel 1723

Nel 1689 (durante la Grande guerra turca) e nel 1737 Niš fu conquistata per un breve periodo dalla monarchia austriaca. I conflitti ottomano-asburgici con i loro postumi portarono la città di Niš e l'area più ampia a perdere una parte considerevole della sua popolazione, a causa della fuga o della morte. Alcuni albanesi dell'Albania settentrionale contemporanea e del Kosovo occidentale si stabilirono nelle regioni di Toplica e Morava nella seconda metà del XVIII secolo, a volte su iniziativa delle autorità ottomane.

### XIX secolo

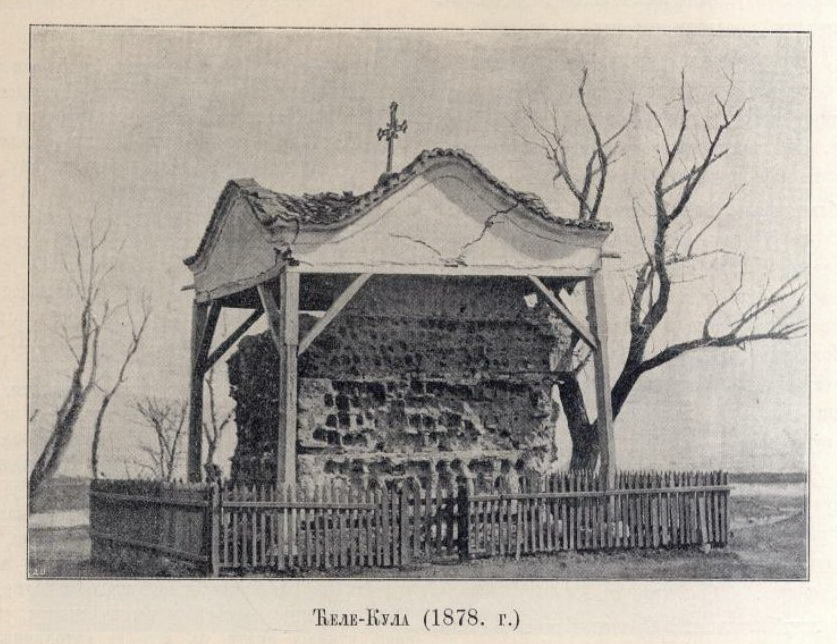
La Torre del Teschio nel 1878. Dopo la battaglia di Čegar (1809), fu costruito dalle teste dei serbi uccisi.

Mithat Pascià fu uno dei sanjak-bey più importanti di Niš (1861-1864) le cui riforme nel sangiaccato furono così benefiche che il sultano lo incaricò di preparare un piano per adattarli all'intero impero. Il sangiaccato di Niš divenne parte del Vilayet del Danubio quando quest'ultimo fu creato nel 1864. Nel 1868 il sangiaccato fu unito ai sangiaccati di Prizren, Skopje e Dibra nel vilayet di Prizren esistito brevemente fino al 1877. Nel 1871 il sangiaccato fu unito al sangiaccato di Novi Pazar per fondare il nuovo Vilayet di Novi Pazar che esisteva da meno di un anno, quando la situazione precedente fu ripristinata.
Gli albanesi erano una popolazione maggioritaria in alcune aree del sangiaccato di Niš, come la regione di Toplica e alcuni villaggi nel distretto di Vranje, prima della guerra russo-turca (1877-1878). Durante e dopo la guerra serbo-ottomana del 1876-1878, tra 30 000 e 70 000 musulmani, per lo più albanesi, furono espulsi dall'esercito serbo dal Sangiaccato di Niș e fuggirono nel Vilayet del Kosovo.
La maggior parte del sangiaccato di Niš fu annessa al Principato di Serbia dopo la guerra russo-turca (1877-1878), mentre la parte più piccola e l'intero sangiaccato di Sofia furono annessi al Principato di Bulgaria.